# Armsköld
- Vänster: Högmedeltida droppsköld med nedskuren överkant, sköldrem och bärremmar.
- Höger Bildschema över en armsköld med bärremmarna markerade med röd bård.

Armsköldar är sköldar som bärs på armen istället för i handen såsom hos handsköldar. Armsköldar har på sköldens baksida vanligen ett antal så kallade bärremmar som användaren trär sin underarm igenom. Om armskölden är extra tung kan vikten fördelas över axlarna genom en sköldrem.
Armsköldar är bland annat praktiska på hästrygg eftersom användaren inte behöver oroa sig att tappa skölden och med viss utformning hos bärremmarna kan sköldhanden även användas för att hålla tyglarna.

## Vidare information
- Best Historical Shield: Boss or Strap? (Matt Easton) – Schola Gladiatoria